# 湯姆·勒弗羅伊
湯姆·朗格洛斯·勒弗羅伊（Thomas Langlois Lefroy，1776年1月8日—1869年5月3日），愛爾蘭胡格諾派的政治家、法官。1830至1841年間任都柏林大學選區的國會議員，1835至1869年間爲愛爾蘭樞密院成員，1852年獲委任為愛爾蘭皇座法庭首席大法官。可是，湯姆與英國小說家珍·奧斯汀的戀情更加廣為人知。

## 早年生活
湯姆的父親Anthony P. Lefroy是一個軍官，母親為愛爾蘭鄉紳的女兒。湯姆·勒弗羅伊出生於1776年1月8日，為家中長子（5個姊姊、4個弟弟）。湯姆於1790至1793年在都柏林的聖三一學院求學，期間成績優異。1793年湯姆畢業後，富有無子的叔父本傑明·朗格洛斯（Benjamin Langlois）贊助他遠赴倫敦的林肯律師學院（ Lincoln's Inn，英國倫敦四大律師學院之一）學習法律。湯姆·勒弗羅伊憑著努力及出色的天賦獲得林肯律師學院教授 Dr. H. Burrowe極高的評價。

## 政治生涯
1827年，湯姆·勒弗羅伊代表保守黨派參加了位於都柏林大學選區的遞補選舉，雖然以第三名結束競選，但這是勒弗羅伊政治生涯的起點。1830年至1841年，勒弗羅伊成爲都柏林大學選區的議員，在下議院獲得一席之地。1835年1月29日，湯姆獲委任為愛爾蘭樞密院成員，直到1869年才卸任。1852年，76歲的勒弗羅伊被推薦擔任愛爾蘭皇座法庭首席大法官。雖然因爲國會中一些人認為他年紀過大未能擔此重任而反對，但他不單順利就讀，更加直到1866年其90歲時才辭去這一職務。勒弗羅伊一生成爲了愛爾蘭政治及法律傑出的一員，他曾出版了一系列的法律專著。

## 個人生活
1796年，湯姆·勒弗羅伊到Hampshire探親，並認識到同年紀但早他一年出生的珍·奧斯汀，兩人開始了一段戀情。對於兩人的戀情，學者們抱有不同的意見，有人認為只是一段不正式的戀情，但根據後期發現的文獻，湯姆·勒弗羅伊和珍·奧斯汀有一段長而深的感情。一些珍·奧斯汀的研究者們認爲湯姆·勒弗羅伊是《傲慢與偏見》書中男主人公達西先生的原型，這主要是因爲兩人在性格、成就上存在很多的相似點。在2007年具有珍·奧斯汀個人傳記性質的電影《成爲簡·奧斯汀》（Becoming Jane）中，導演朱裏安·傑拉德就將奧斯汀與勒弗羅伊作爲伊麗莎白與達西的原型來講述。所以，雖然關于湯姆·勒弗羅伊是否爲達西先生的原型仍然存在爭論，但不可否認的是勒弗羅伊對珍·奧斯汀的影響在其小說中有一定的體現。除此之外，更加有學者估計，珍·奧斯汀的未婚與湯姆·勒弗羅伊有關，但此想法仍有爭議。

1797年，湯姆·勒弗羅伊與男爵Sir Jeffry Paul之女瑪麗·保羅（Mary Paul）訂婚。1799年3月16日在北威爾士結婚，其中8個孩子有史料記載。
1. 安東尼·勒弗羅伊（Anthony Lefroy）1800年3月21日–1890年1月11日，繼承了父親在都柏林大學選區的議員席位。
2. 珍·勒弗羅伊（Jane Christmas Lefroy）1802年6月24日–1896年8月3日。一些學者認爲其名字中的“珍（Jane）”源于湯姆岳母Lady Jane Paul，也有人認爲是源于珍·奧斯汀，這一點在電影《珍愛來臨》中被含蓄點出。
3. 安妮·勒弗羅伊（Anne Lefroy），1804 年4月25日–1885年2月24日。
4. 湯瑪斯·保羅·勒弗羅伊（Thomas Paul Lefroy），1806年12月31日–1891年1月29日，于1871年出版《大法官勒弗羅伊實錄》（Memoir of Chief Justice Lefroy）。
5. 傑弗瑞·勒弗羅伊（Jeffry Lefroy），1809年3月25日–1885年12月10日。
6. 喬治·托馬斯·勒弗羅伊（George Thomson Lefroy），1811年5月26日–1890年3月19日。
7. 班傑明·勒弗羅伊（Benjamin Lefroy），1815年3月25日出生，嬰兒期時即死亡。
8. 瑪麗·伊麗莎白·勒弗羅伊（Mary Elizabeth Lefroy），1817年12月19日–1890年1月23日。